# Хевисчала
Хевисчала (груз. ხევისჭალა) — село, находящееся в Ахметском муниципалитете края Кахетия Грузии. Хевисчала расположено в долине реки Алазани, на высоте 720 метров над уровнем моря, в 10 км от центра муниципалитета.
Селение Хевисчала является одной из 30 курортных местностей Кахетии, для которой развитие туризма является перспективным направлением. Основное занятие населения — сельское хозяйство, в том числе, виноградарство.

## Достопримечательности
В селе Хевисчала находится крепость Качалаури, а также церковь, датируемая X веком.

## События, связанные с селом
По данным российских СМИ, в селении Хевисчала, в начале 2000-х годов находился один из лагерей чеченских сепаратистов, оборудованный, в том числе, средствами спутниковой связи. Жители селения оказались вовлечены в качестве заложников в несколько инцидентов с участием боевиков.
В 2012 году в село Хевисчала была возобновлена подача электроэнергии, отсутствовавшая с 1991 года.